# 덕혜, 마지막 황녀
《덕혜, 마지막 황녀》(Deok Hye, the Last Duchess)는 2016 제작한 대한민국의 애니메이션 영화이다.

## 줄거리
대한제국은 1905년 11월 17일 일본에 의해 강제적 조약인 을사늑약을 맺으며 외교권을 박탈당하고 고종은 강제 폐위된다. 고종 황제의 딸이자 대한제국의 마지막 왕녀, 덕혜옹주, 12살 때에 강제로 일본에 끌려갔고, 18살부터 77살까지 정신분열증을 앓았다. 1919년 3월 3일, 그날의 생생한 기억을 공개한다. 
[제12회 제천국제음악영화제]

## 출연진
- 김정훈
- 김창후
- 정지원
- 조병익
- 박현숙
- 김수환